# Hünshoven

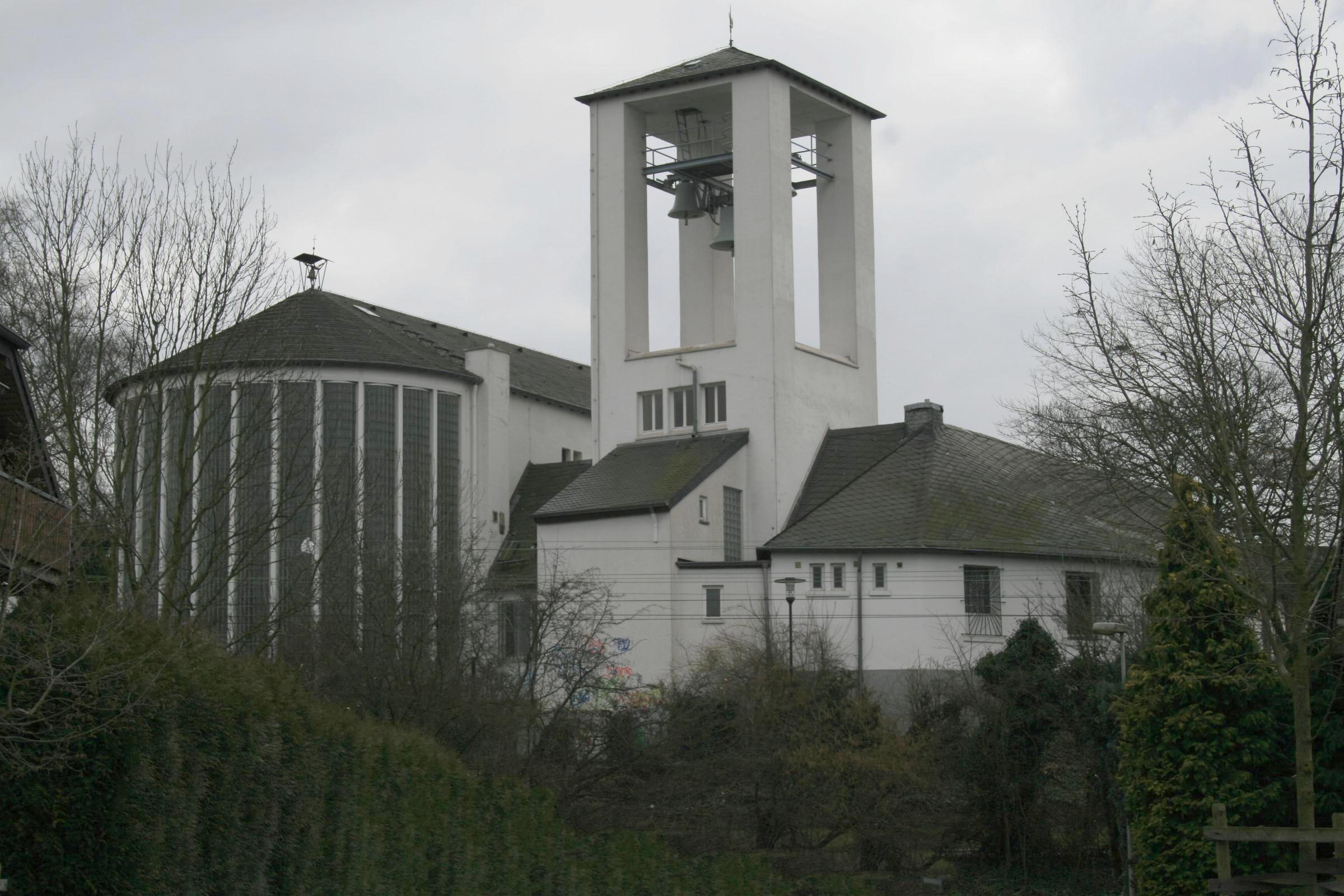
Katholische Pfarrkirche St. Johannes Baptist

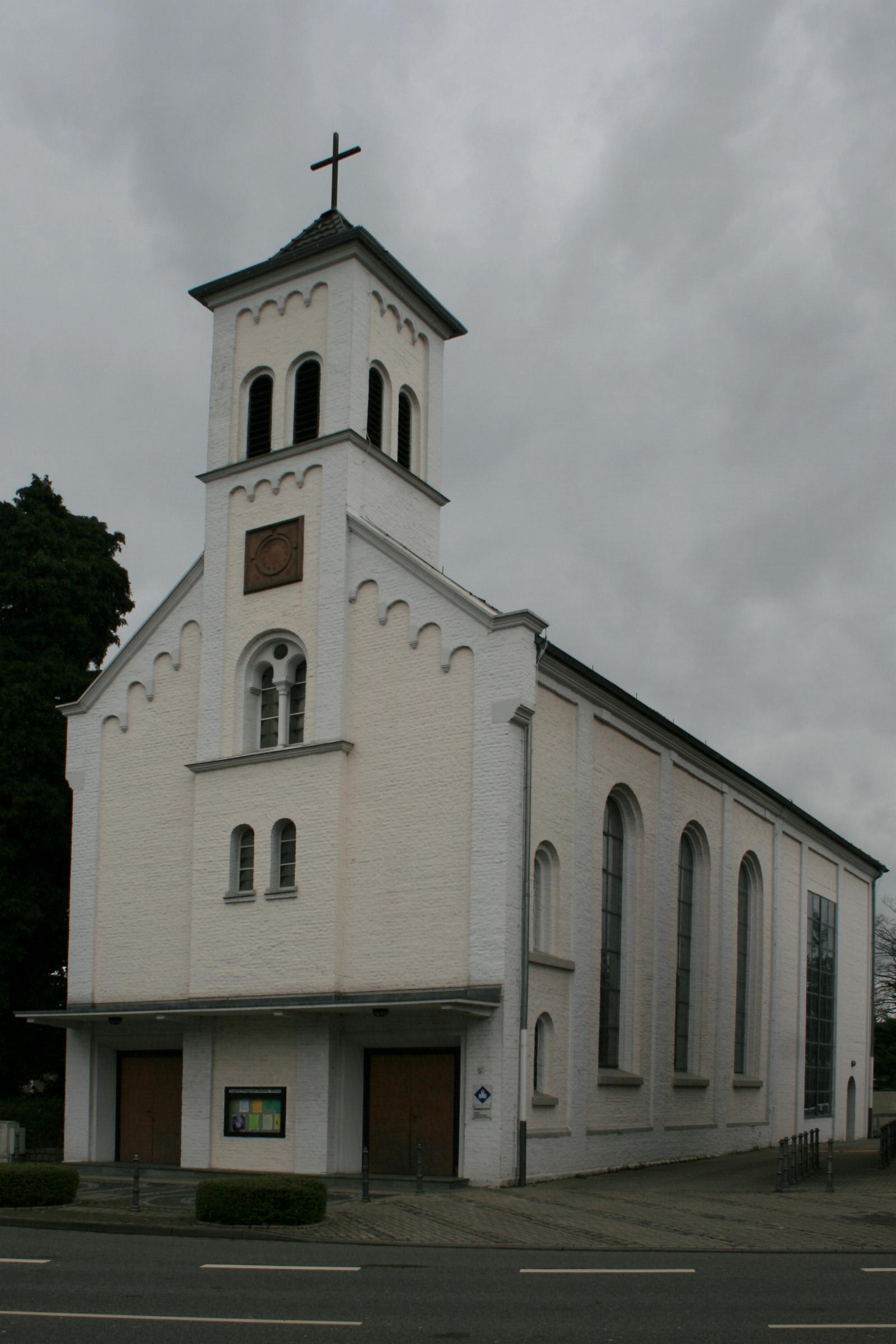
Evangelische Kirche

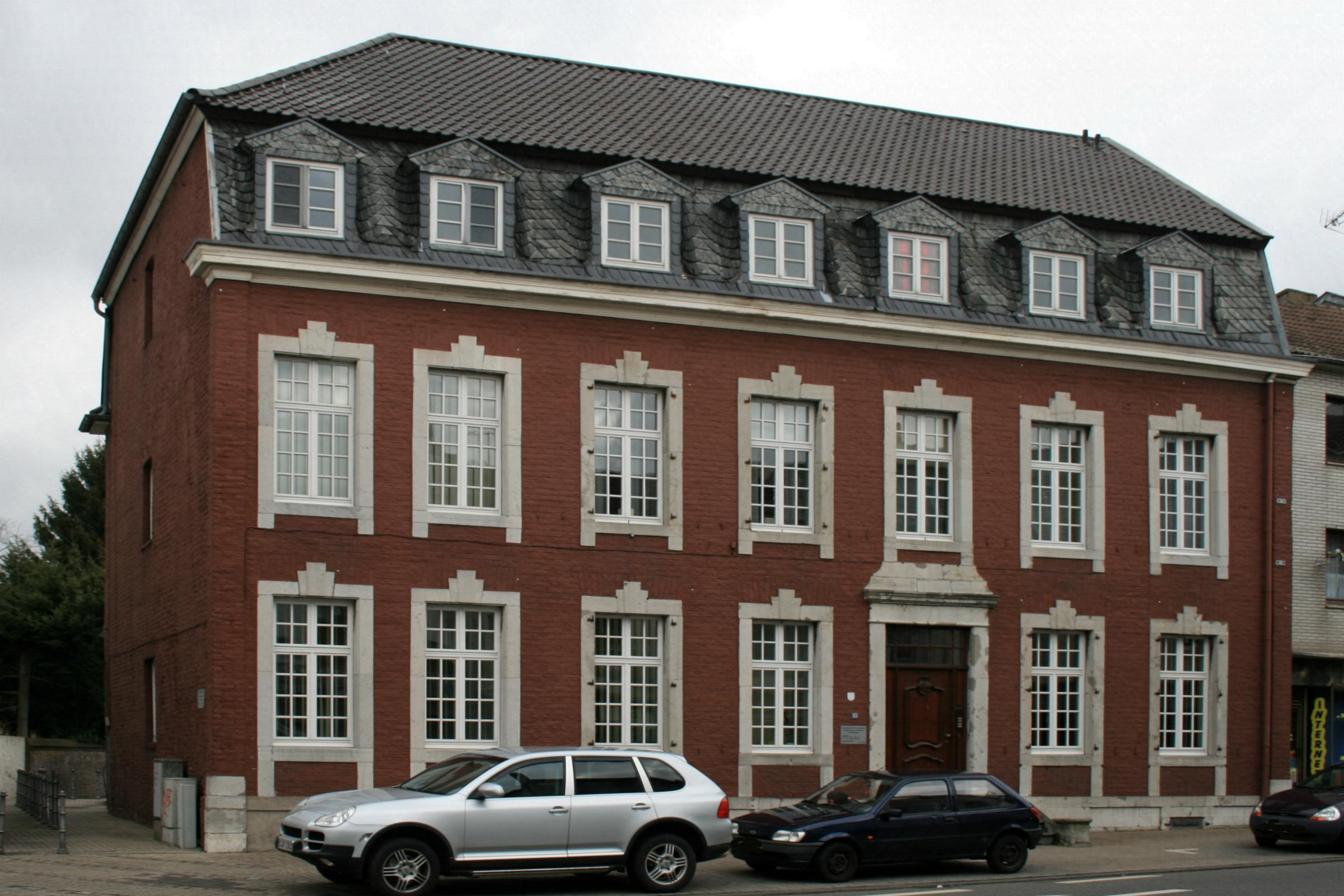
Evangelisches Gemeindehaus

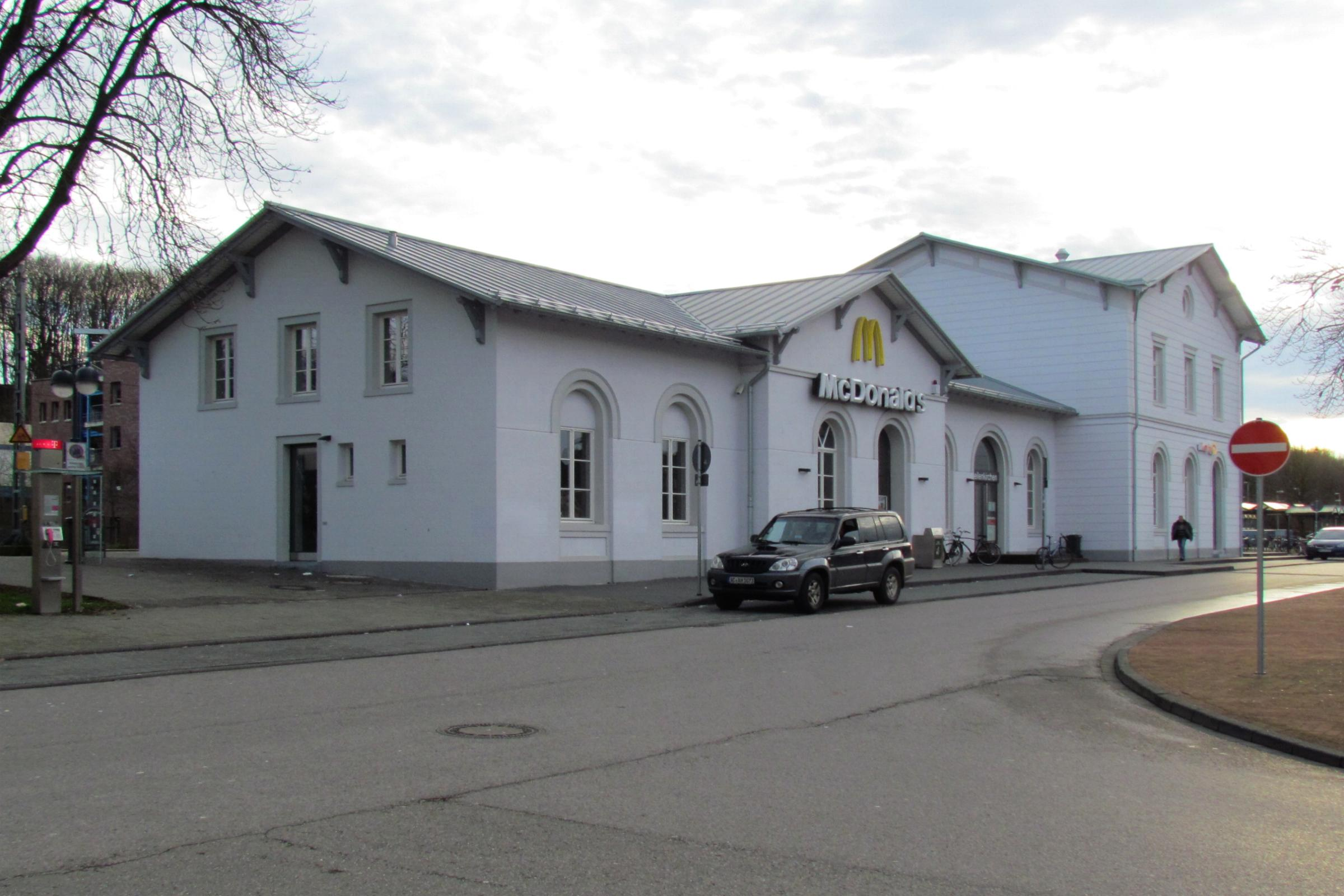
Bahnhof

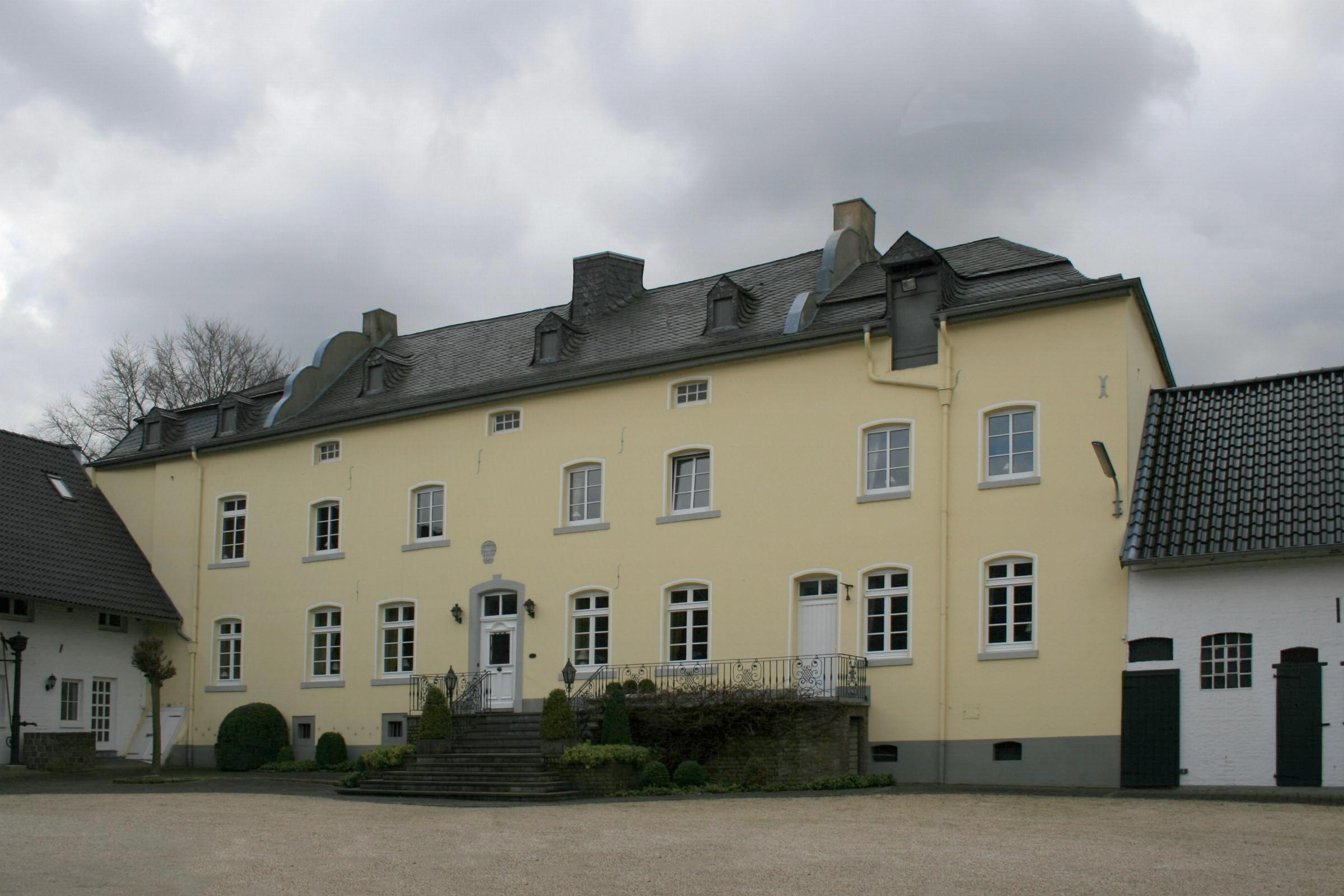
Hünshovener Hof

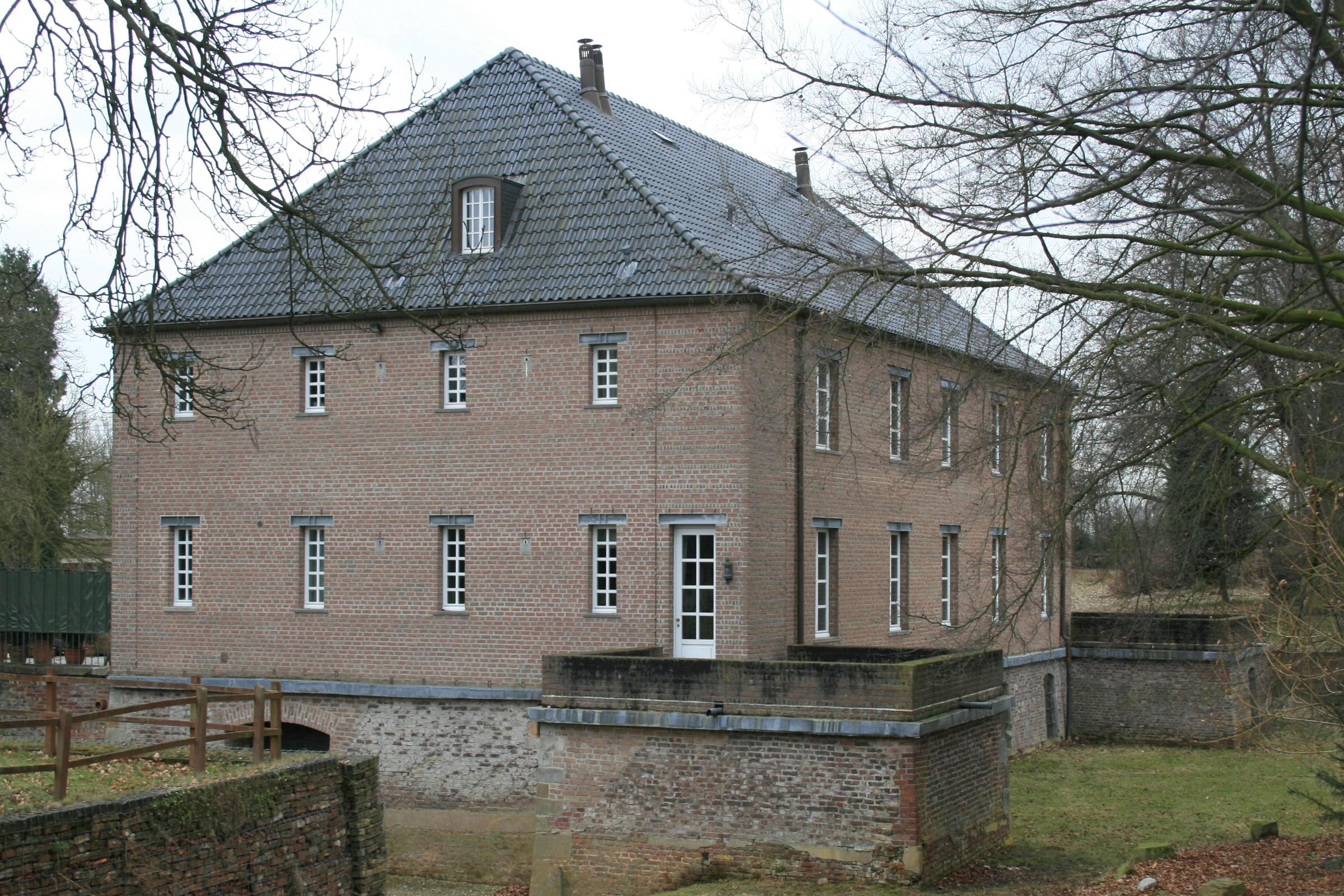
Schloss Breill

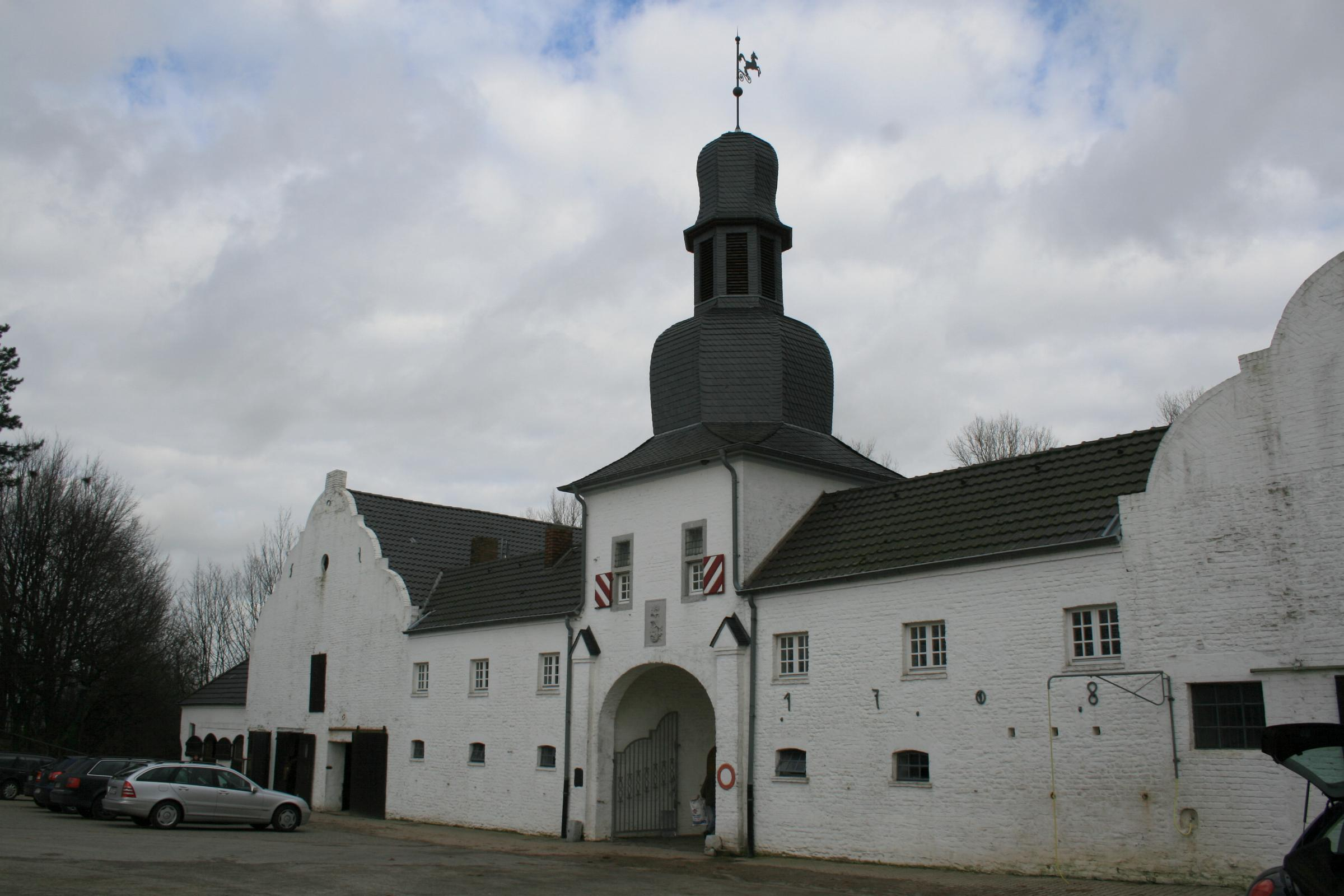
Gut Muthagen bei Hünshoven

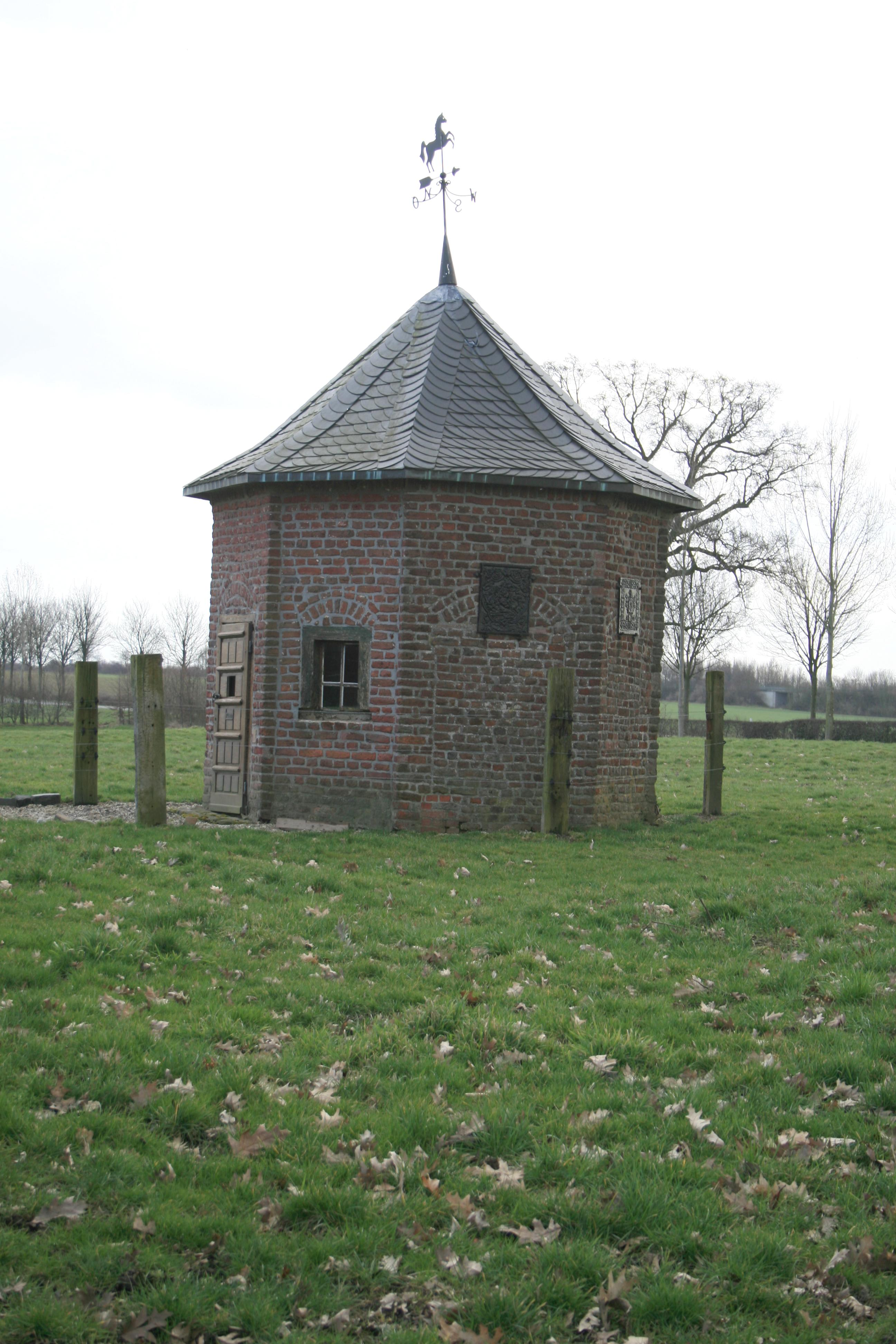
Pavillon in Loherhof bei Hünshoven

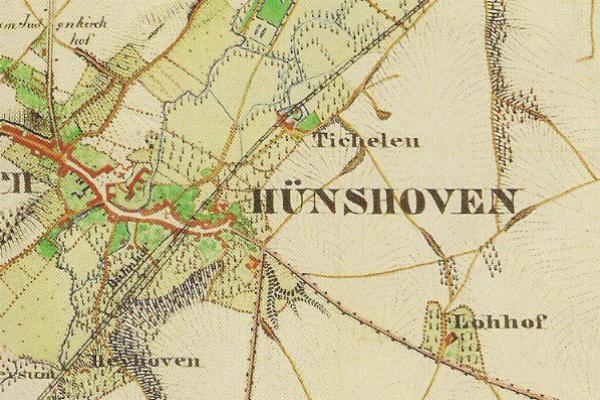
Hünshoven auf der Urkatasterkarte von 1846

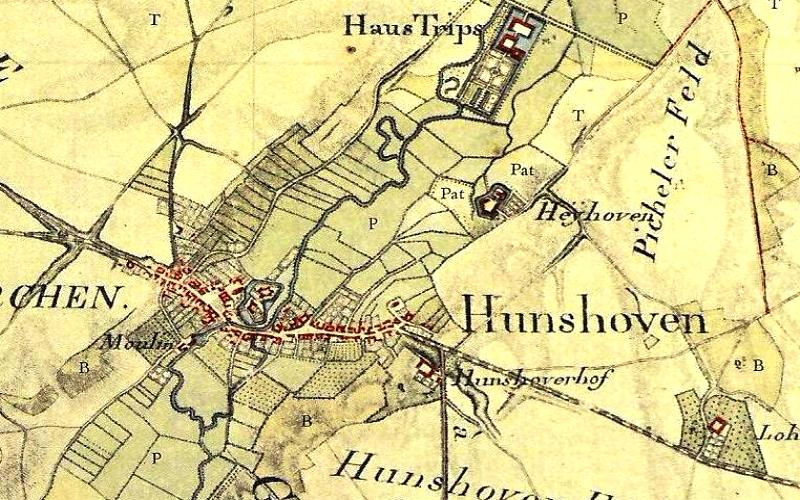
Hünshoven auf der Tranchotkarte 1803–1820

Hünshoven ist ein Stadtteil der Mittelstadt Geilenkirchen im Kreis Heinsberg in Nordrhein-Westfalen.

## Geographie

### Lage
Hünshoven liegt am südöstlichen Rand von Geilenkirchen, an einem zum Tal der Wurm hin fallenden Terrassenhang. Die Bundesstraße 56 und die Bundesstraße 221 verlaufen als gemeinsame, südwestliche Ortsumgehung um das Stadtgebiet Hünshoven, Geilenkirchen und Bauchem und werden ab Am Weißenhaus bzw. Bergerhof als Einzelstraßen weitergeführt. Die Wurm trennte die ehemals eigenständigen Ortschaften Geilenkirchen und Hünshoven.

### Nachbarorte
| Geilenkirchen | Tripsrath                                   | Süggerath |
| Nierstraß     | Kompassrose, die auf Nachbargemeinden zeigt | Prummern  |
| Teveren       | Frelenberg                                  | Waurichen |

### Siedlungsform
Hünshoven war ursprünglich ein beidseitig bebautes Straßendorf. Der Ort wuchs im 20. Jahrhundert mit dem benachbarten Geilenkirchener Stadtzentrum zusammen. Die Baustruktur des Ortes zeigt eine Mischung aus Wohn- und Geschäftshäusern, durchsetzt mit Märkten und mittelgroßen Industriebetrieben.

## Geschichte

### Ortsname
- 1212 Hunshovin
- 1217 Hünshoven
- 1300 Hunshoven
- 1457 Hunshoeven
- 1533 Huntzhoven
- 1666 Hunßhoven
- 1820 Hunshoven

### Ortsgeschichte
Hünshoven gehörte früher zum Jülicher Amt Geilenkirchen. 1217 wurde das Kirchenpatronat der Kirche St. Johannes Baptist durch Dietrich von Heinsberg an den Prämonstratenserorden übertragen, das auch den Zehnt besaß. Die päpstliche Bestätigung von 1225 erwähnt einen Hof, der wahrscheinlich mit dem Hünshovener Hof identisch war. 1457 erschien ein anderer Hof zu Hünshoven als Heinsberger Lehen, der später der Mannkammer Geilenkirchen unterstand.
Nach dem Ersten Weltkrieg wurde das Rheinland entmilitarisiert und von alliierten Truppen besetzt; in Geilenkirchen gab es französische, marokkanische sowie belgische Truppen (Marokko war seit 1912 französisches Protektorat). Von 1918 bis 1929 waren belgische Besatzungssoldaten in einer Kaserne (Kamp van Dinant) stationiert, die südlich des Hünshoverner Hofes an der Aachener Straße stand.
Hünshoven hatte 1828 insgesamt 612 Einwohner.
Zahlreiche wichtige Einrichtungen der Stadt Geilenkirchen liegen auf dem Gebiet des Ortsteils Hünshoven, so beispielsweise der Bahnhof Geilenkirchen, die Hauptstelle der Kreissparkasse Heinsberg, die Kreishandwerkerschaft, die Hauptstellen der WestEnergie und WestVerkehr sowie das Gerberkarree mit der Fußgängerzone.

### Katholische Kirchengeschichte
Die Pfarre St. Johannes Baptist setzt sich aus den Orten Hünshoven mit Hommerschen, Jakobshäuschen, Loherhof, Marienhof, Muthagen, Tichelen, Schloss Breill und Schloss Trips zusammen. Die Bevölkerung besteht zum größten Teil aus Katholiken.
Der Anfang einer Kirchengemeinde in Hünshoven ist nicht bekannt. Die erste Kirche wird eine Eigenkirche des Gutshofes gewesen sein, der später an die Herren von Heinsberg überging. 1217 wurde das Patronat der Kirche Johannes Baptist durch Dietrich von Heinsberg an den Prämonstratenserorden übertragen. 1804 teilte Bischof Berdolet die Pfarre dem Kanton Geilenkirchen zu. 1808 verlor die Pfarre ihre Unabhängigkeit und wurde mit der Geilenkirchener Pfarre St. Mariä Himmelfahrt zu einer Pfarre verbunden. Mit Datum vom 15. August 1844 erhielt die Pfarre durch Erzbischof Johannes von Geissel (1796–1864) wieder ihre Rechte und ihren Besitz.
Im Zuge der Pfarrgemeindereformen im Bistum Aachen wurde die ehemals eigenständige, katholische Pfarrgemeinde St. Johannes Baptist in die Gemeinschaft der Gemeinden (GdG) St. Bonifatius Geilenkirchen eingegliedert.

### Evangelische Kirchengemeinde
Die evangelische Kirchengemeinde Geilenkirchen-Hünshoven hat ca. 4500 Mitglieder. Das Umfeld ist mehrheitlich römisch-katholisch. Aber seit dem späten 16. Jahrhundert hat sich in Geilenkirchen (heute Kreis Heinsberg) eine selbstbewusste evangelische Gemeinde entwickelt, die vor allem durch die Flüchtlinge nach dem Zweiten Weltkrieg immens gewachsen ist. Dieses Wachstum der Gemeindemitgliederzahlen hat 1993 dazu geführt, dass eine  zweite Pfarrstelle errichtet werden konnte. Seitdem gibt es zwei Seelsorgebezirke.
Der erste Bezirk  umfasst den Norden des Stadtgebietes mit Bauchem und den Dörfern Gillrath, Nierstraß, Tripsrath, Niederheid, Hochheid, Süggerath und Prummern.
Zum zweiten Bezirk gehört der Süden der Stadt Geilenkirchen mit der Innenstadt, Hünshoven und den Dörfern Teveren, Grotenrath, Immendorf, Waurichen und Apweiler.
Die Zentren des Gemeindelebens sind die beiden unter Denkmalschutz stehenden Kirchen mit angeschlossenen Gemeindehäusern in Geilenkirchen und in Teveren. In Geilenkirchen gibt es außerdem noch das Gemeindebüro, das Jugendzentrum Zille und den evangelischen Friedhof. In Grotenrath existiert ebenfalls ein kleiner evangelischer Friedhof.

## Politik
Hünshoven bildet mit Geilenkirchen und Bauchem  einen Stadtbezirk. Der Stadtbezirk wird von einem Ortsvorsteher im Stadtrat vertreten.

## Sehenswürdigkeiten
- Katholische Pfarrkirche St. Johannes Baptist in Hünshoven als Denkmal Nr. 32
- Buntverglasung der Kath. Pfarrkirche Hünshoven[4]
- Evangelische Pfarrkirche in Hünshoven als Denkmal Nr. 28
- Buntverglasung der Evang. Pfarrkirche Hünshoven[5]
- Evangelisches Gemeindebüro in Hünshoven als Denkmal Nr. 29
- Gut Muthagen bei Hünshoven als Denkmal Nr. 39
- Haus Basten (Ölmühle) in Hünshoven als Denkmal Nr. 15
- Ehemalige Apotheke in Hünshoven als Denkmal Nr. 30
- Triumphkreuz vor dem Friedhof in Hünshoven als Denkmal Nr. 54
- Hünshovener Hof in Hünshoven als Denkmal Nr. 66
- Pavillon in Loherhof bei Hünshoven als Denkmal Nr. 10
- Schloss Breill bei Hünshoven als Denkmal Nr. 2

## Infrastruktur
- Es existieren in Hünshoven mehrere landwirtschaftliche Betriebe und Gutshöfe, eine Gärtnerei und auch eine Anzahl von Gewerbebetrieben, Handwerksbetrieben, Dienstleistungsunternehmen, Geschäften, Büros, Märkte und mehrere Kleingewerbebetriebe.
- Am Busbahnhof auf dem Bahnhofsvorplatz in Hünshoven laufen die Buslinien  GK1, SB1, SB3, 71, 407, 410, 431, 432, 434, 435, 437, 491, und 494 des AVV zusammen.
- Insgesamt drei Spielplätze sind  in Hünshoven an den Straßen An St. Johann, Konrad-Adenauer-Straße und an der Ruhrstraße aufgebaut.
- Durch Hünshoven verläuft die Eisenbahnstrecke der Deutschen Bahn (DB) mit der Regionalbahnlinie RE 4 Wupper-Express Aachen–Mönchengladbach–Düsseldorf–Dortmund, RB 20 Euregiobahn Aachen–Geilenkirchen und der Regionalbahnlinie RB 33 Rhein-Niers-Bahn Aachen–Mönchengladbach–Krefeld–Duisburg
- Der Ort hat Anschluss an das Radverkehrsnetz NRW.

## Vereine
- St. Johannes Schützenbruderschaft Hünshoven e. V. aus 1663.
- St. Johannes Schützenkapelle Hünshoven e. V.
- F.S.V. (Fußball-Sport-Verein) 09 Geilenkirchen-Hünshoven e. V.
- Kirchenchor Hünshoven aus 1857.
- Katholische Frauengemeinschaft Deutschlands kfd aus 1978.
- Junger Chor Hünshoven
- Kinderchor Hünshovener Spatzen
- Freiwillige Feuerwehr Geilenkirchen, zuständig auch für Hünshoven,
  - bis vor dem 2. Weltkrieg gab es in Hünshoven eine eigene Löschgruppe der Freiw. Feuerwehr

## Regelmäßige Veranstaltungen
- Vogelschuss der Bruderschaft St. Johannes
- Patronatsfest und Kirmes in Hünshoven
- Pfingstmarkt, Volksfest mit Feuerwerk
- St. Martin-Umzug in Hünshoven

## Persönlichkeiten

### In Hünshoven geboren
- Ludolf Camphausen (1803–1890), Bankier, preußischer Ministerpräsident im Revolutionsjahr 1848
- Otto von Camphausen (1812–1896), preußischer Finanzminister
- Max Wilms (1867–1918), deutscher Arzt und Chirurg

### Mit der Stadt verbunden
- Nikolaus Becker (1809–1845,  8. Oktober 1809 in Bonn; † 28. August 1845 in Hünshoven,), Schreiber beim Friedensgericht und Schriftsteller; Dichter des Rheinliedes